# Кладницкий, Владислав Иванович
Владислав Иванович Кладницкий (5 марта 1932, Запорожье, СССР — 29 июля 2015, Прага) — советский и российский композитор, заслуженный деятель искусств РСФСР (1982).

## Биография
У Владислава Ивановича корни украинские, родился в Запорожье. А еще в его жизни был Омск, куда он эвакуировался в начале войны вместе с семьей и шумным авиационным заводом, где работали его родители.
В 1959 году окончил Ленинградскую консерваторию по классу композиции (класс О. С. Чишко).
Им написаны: опера «Итальянские встречи» (1962); восемь симфоний и более двухсот песен, таких как: «Алый парус надежды», «Время торопится», а также музыка к 60 фильмам, среди которых: «Снегурочка», «Девочка, хочешь сниматься в кино?», «Я тебя никогда не забуду», «Мятежная застава», «Музыканты одного полка», «Секретный фарватер», «До последней минуты» и другие.
Работал заведующим литературной частью Ленинградского Академического театра драмы имени А.С.Пушкина и где был поставлен не один спектакль с музыкой Кладницкого.
С 2001 года жил в Чехии, куда переехал по настоянию дочери вместе с супругой Людмилой Владимировной.
Страстью к музыке Владислав Иванович заразил всех домашних. Играет на фортепиано дочь Елена, внучка Иванка - на флейте. А старший внук Станислав Галлин вырос в настоящего музыканта. Ему уже аплодируют "Рудольфиниум" и Муниципальный дом в Праге. Созданное им трио "Орбис" (фортепиано, скрипка и виолончель) завоевывает популярность, гастролируя по городам Чехии и Европы. А в Россиии, их родном Питере продолжают звучать симфониии Кладницкого.
Скончался композитор 29 июля 2015 года в Праге после продолжительной болезни.